# مانويل إيزكويردو
مانويل إيزكويردو (بالإنجليزية: Manuel Izquierdo)‏ هو نحات أمريكي، ولد في 26 سبتمبر 1925، وتوفي في 17 يوليو 2009.